# 馬仙峡
馬仙峡（ばせんきょう）は、岩手県二戸市にある景勝地。

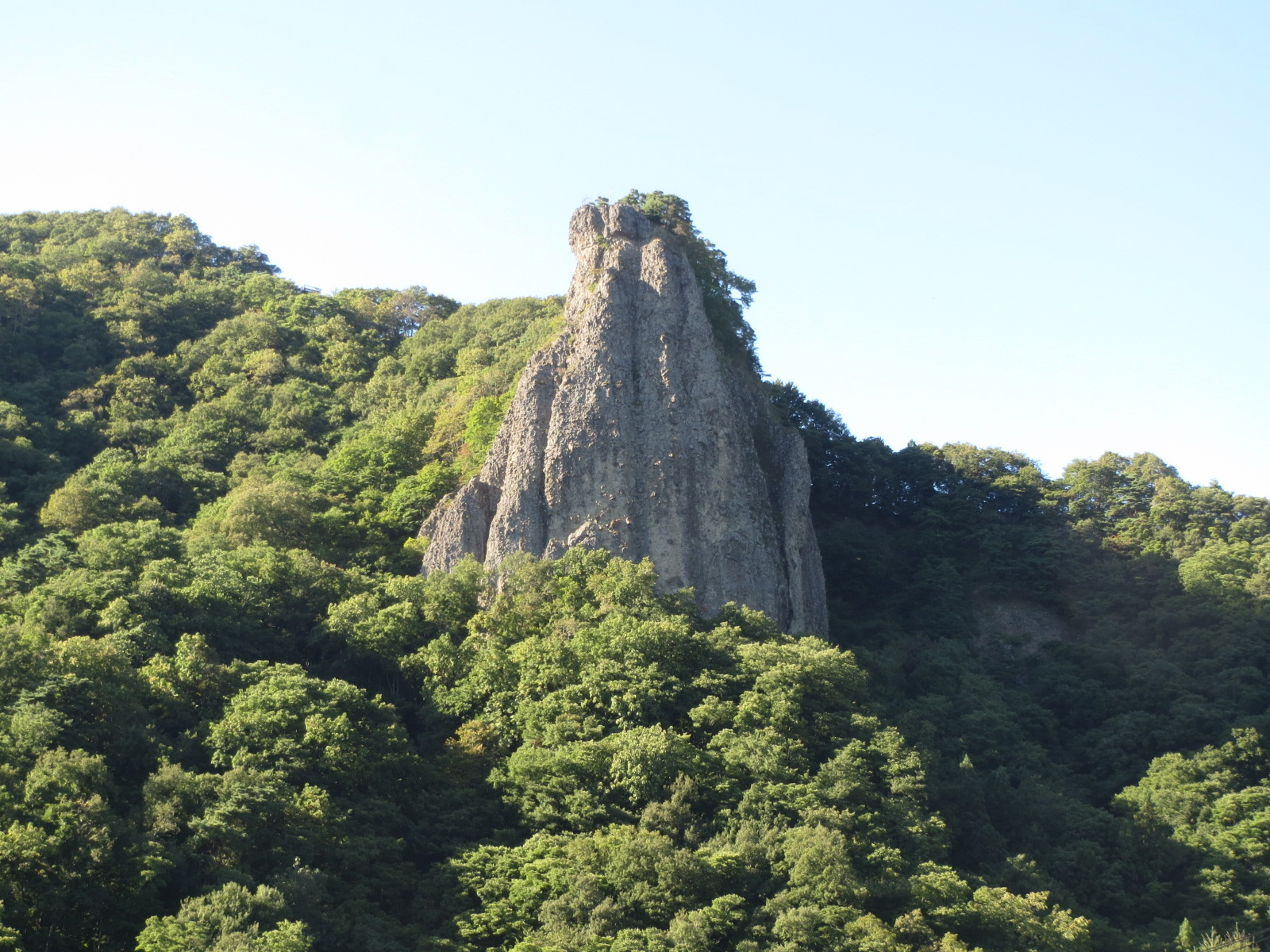
男神岩(2018年9月)

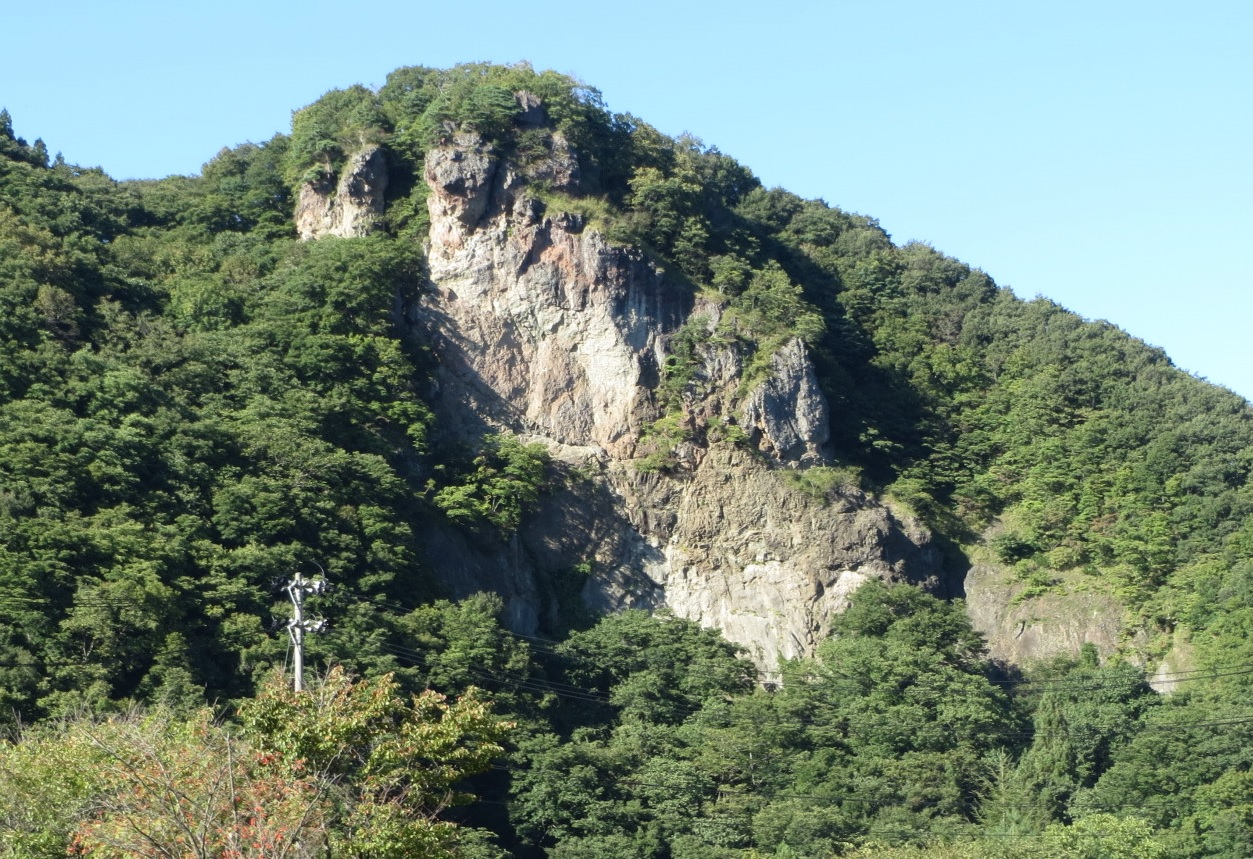
女神岩(2018年9月)

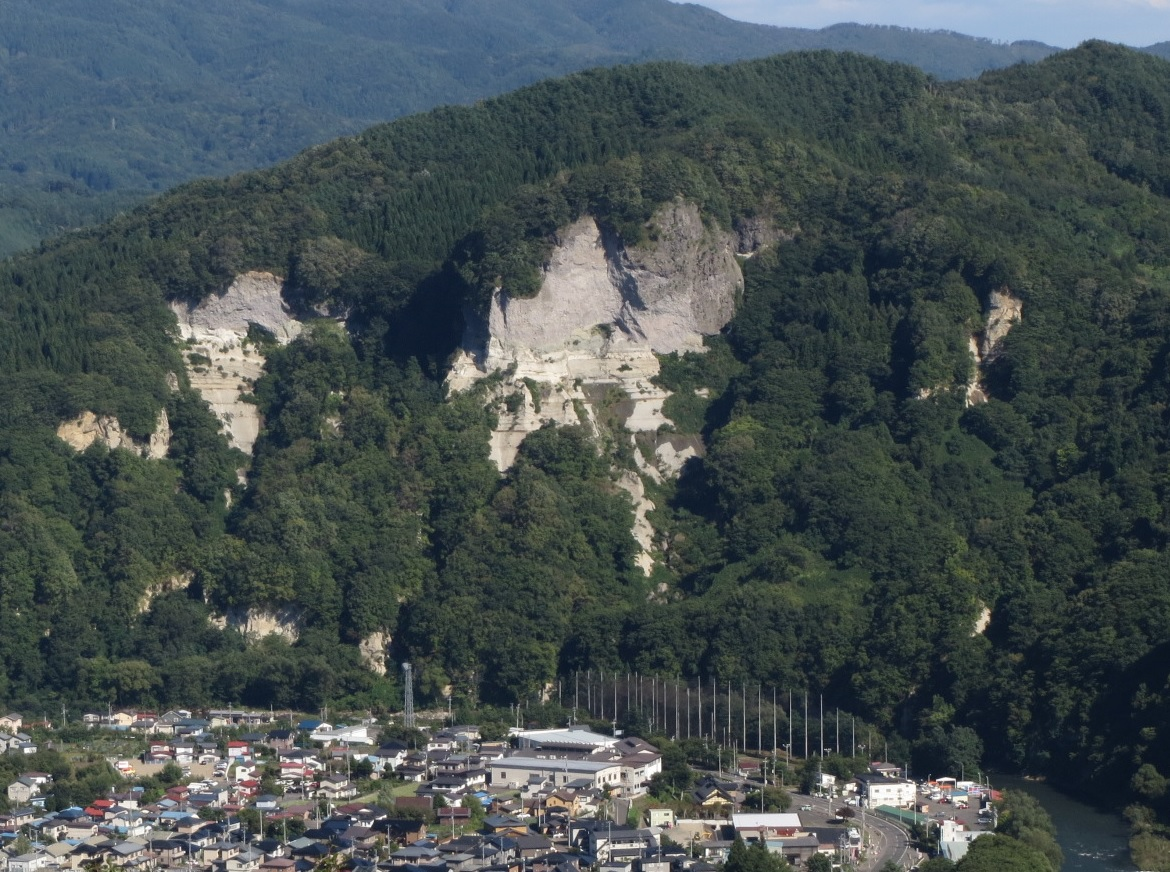
大崩崖(2018年9月)

## 概要
馬淵川中流に位置する県北有数の渓谷で、馬淵川にある仙境という意味合いで、岩手県の初代民選知事である、国分謙吉によって馬仙峡と命名された。男神岩、女神岩、大崩崖、明神ヶ淵などの名所がある。一帯はモミジ、カエデ、ブナ、ナラ、ナナカマドなどの落葉樹林になっているため、新緑、紅葉の頃は格別な美しさを見せる。
男神岩と女神岩
シンボルは山林の中に屹立する男神岩（比高180m）と女神岩（比高160m）であり、陸上にある夫婦岩としては全国最大の規模である。また、この岩の下にある明神ヶ淵には、この地方にまつわる女神の悲恋の物語が伝わっており、これを題材に小説を書いた直木賞作家、渡辺喜恵子の歌碑が立つ。鳥越山とともに国指定の名勝。
大崩崖（おおほうがけ）
一枚の砂岩が長い間の水食を受けて山塊に露出したもの。男神岩、女神岩に並ぶハイライト。非常に大規模で、二戸市内を南北に走る鉄道のいわて銀河鉄道や国道4号からも一望できる。